# Saison 2020 de l'équipe cycliste Arkéa-Samsic
La saison 2020 de l'équipe cycliste Arkéa-Samsic est la seizième de cette équipe. Il s'agit de la saison avec le plus grand succès.

## Préparation de la saison 2020

### Sponsors et financement de l'équipe
L'équipe cycliste Arkéa-Samsic est gérée par la société Pro Cycling Breizh. Depuis la saison passée, elle porte les noms de ses deux principaux sponsors, le groupe de bancassurance Crédit mutuel Arkéa et la société de services aux entreprises Samsic. De 2016 à 2018, le sponsor principal de l'équipe était Fortuneo, filiale d'Arkéa.

### Arrivées et départs
L'équipe a été profondément remaniée, dû en partie à des fins de carrière, et une volonté d'avoir des victoires d'étapes et faire un bon classement général sur certaines courses.
| Arrivées          | Équipe 2019              |
| ----------------- | ------------------------ |
| Winner Anacona    | Movistar                 |
| Thomas Boudat     | Total Direct Énergie     |
| Nacer Bouhanni    | Cofidis                  |
| Benjamin Declercq | Sport Vlaanderen-Baloise |
| Donavan Grondin   | Vendée U                 |
| Matis Louvel      | VC Rouen 76              |
| Daniel McLay      | EF Education First       |
| Christophe Noppe  | Sport Vlaanderen-Baloise |
| Łukasz Owsian     | CCC                      |
| Dayer Quintana    | Neri-Sottoli             |
| Nairo Quintana    | Movistar                 |
| Diego Rosa        | Ineos                    |

| Départs       | Équipe 2020     |
| ------------- | --------------- |
| Maxime Daniel | retraite        |
| Brice Feillu  | retraite        |
| André Greipel | Israel Start Up |
| Jérémy Maison | retraite        |
| Amaël Moinard | retraite        |
| Robert Wagner | retraite        |

### Effectif
| Cycliste                  | Date de naissance | Nationalité | Équipe 2019              |  |
| ------------------------- | ----------------- | ----------- | ------------------------ |  |
| Winner Anacona            | 11 août 1988      | Colombie    | Movistar                 |  |
| Warren Barguil            | 28 octobre 1991   | France      | Arkéa-Samsic             |  |
| Franck Bonnamour          | 20 juin 1995      | France      | Arkéa-Samsic             |  |
| Thomas Boudat             | 24 février 1994   | France      | Total Direct Énergie     |  |
| Maxime Bouet              | 3 novembre 1986   | France      | Arkéa-Samsic             |  |
| Nacer Bouhanni            | 25 juillet 1990   | France      | Cofidis                  |  |
| Benjamin Declercq         | 4 février 1994    | Belgique    | Sport Vlaanderen-Baloise |  |
| Anthony Delaplace         | 11 septembre 1989 | France      | Arkéa-Samsic             |  |
| Élie Gesbert              | 1er juillet 1995  | France      | Arkéa-Samsic             |  |
| Donavan Grondin           | 26 septembre 2000 | France      | Vendée U                 |  |
| Thibault Guernalec        | 31 juillet 1997   | France      | Arkéa-Samsic             |  |
| Romain Hardy              | 24 août 1988      | France      | Arkéa-Samsic             |  |
| Benoît Jarrier            | 1er février 1989  | France      | Arkéa-Samsic             |  |
| Kévin Ledanois            | 13 juillet 1993   | France      | Arkéa-Samsic             |  |
| Romain Le Roux            | 3 juillet 1992    | France      | Arkéa-Samsic             |  |
| Matis Louvel              | 19 juillet 1999   | France      | VC Rouen 76              |  |
| Daniel McLay              | 3 janvier 1992    | Royaume-Uni | EF Education First       |  |
| Christophe Noppe          | 29 novembre 1994  | Belgique    | Sport Vlaanderen-Baloise |  |
| Lukasz Owsian             | 24 février 1990   | Pologne     | CCC                      |  |
| Laurent Pichon            | 19 juillet 1986   | France      | Arkéa-Samsic             |  |
| Dayer Quintana            | 10 août 1992      | Colombie    | Neri-Sottoli             |  |
| Nairo Quintana            | 4 février 1990    | Colombie    | Movistar                 |  |
| Alan Riou                 | 2 avril 1997      | France      | Arkéa-Samsic             |  |
| Diego Rosa                | 27 mars 1989      | Italie      | Ineos                    |  |
| Clément Russo             | 20 janvier 1995   | France      | Arkéa-Samsic             |  |
| Connor Swift              | 30 octobre 1995   | Royaume-Uni | Arkéa-Samsic             |  |
| Florian Vachon            | 2 janvier 1985    | France      | Arkéa-Samsic             |  |
| Bram Welten               | 29 mars 1997      | Pays-Bas    | Arkéa-Samsic             |  |
| Stagiaire                 | Date de naissance | Nationalité | Équipe 2020              |  |
| Kévin Vauquelin           | 26 avril 2001     | France      | VC Rouen 76              |  |
| Florentin Lecamus-Lambert | 13 mai 1999       | France      | Pays de Dinan            |  |

## Bilan de la saison

### Victoires
| Date     | Course                                                   | Pays            | Classe              | Vainqueur      |
| -------- | -------------------------------------------------------- | --------------- | ------------------- | -------------- |
| 7 fév.   | 4e étape du Tour d'Arabie saoudite                       | Arabie saoudite | UCI Asia Tour 2.1   | Nacer Bouhanni |
| 13 fév.  | 1re étape du Tour de La Provence                         | France          | UCI ProSeries       | Nacer Bouhanni |
| 15 fév.  | 3e étape du Tour de La Provence                          | France          | UCI ProSeries       | Nairo Quintana |
| 16 fév.  | Classement général du Tour de La Provence                | France          | UCI ProSeries       | Nairo Quintana |
| 22 fév.  | 2e étape du Tour des Alpes-Maritimes et du Var           | France          | UCI Europe Tour 2.1 | Nairo Quintana |
| 23 fév.  | Classement général du Tour des Alpes-Maritimes et du Var | France          | UCI Europe Tour 2.1 | Nairo Quintana |
| 8 mars   | Grand Prix de Lillers-Souvenir Bruno Comini              | France          | UCI Europe Tour 1.2 | Florian Vachon |
| 14 mars  | 7e étape de Paris-Nice                                   | France          | UCI World Tour      | Nairo Quintana |
| 20 sept. | Grand Prix d'Isbergues                                   | France          | UCI Europe Tour 1.1 | Nacer Bouhanni |
| 27 sept. | Paris-Chauny                                             | France          | UCI Europe Tour 1.1 | Nacer Bouhanni |
| 2 oct.   | 5e étape du Tour du Portugal                             | Portugal        | UCI Europe Tour 2.1 | Daniel McLay   |
| 3 oct.   | 6e étape du Tour du Portugal                             | Portugal        | UCI Europe Tour 2.1 | Daniel McLay   |

### Résultats sur les courses majeures
Les tableaux suivants représentent les résultats de l'équipe dans les principales courses du calendrier international (les cinq classiques majeures et les trois grands tours). Pour chaque épreuve est indiqué le meilleur coureur de l'équipe, son classement ainsi que les accessits glanés par Arkéa-Samsic sur les courses de trois semaines.

#### Classiques
| Classique            | Milan-San Remo       | Tour des Flandres | Paris-Roubaix | Liège-Bastogne-Liège | Tour de Lombardie |
| -------------------- | -------------------- | ----------------- | ------------- | -------------------- | ----------------- |
| Coureur (classement) | Nacer Bouhanni (38e) | Non invitée       | Annulé        | Warren Barguil (9e)  | Non invitée       |

#### Grands tours
| Grand tour           | Tour d'Italie | Tour de France       | Tour d'Espagne |
| -------------------- | ------------- | -------------------- | -------------- |
| Coureur (classement) | Non invitée   | Warren Barguil (14e) | Non invitée    |
| Accessits            |               |                      |                |